# Mercedes-AMG F1 W14 E Performance
O Mercedes-AMG F1 W14 E Performance foi o carro de Fórmula 1 construído pela equipe da Mercedes para disputar o Campeonato Mundial de Fórmula 1 de 2023, foi pilotado por Lewis Hamilton e George Russell. Além disso, foi o primeiro carro depois do W03, de 2012 á não vencer uma corrida. O W14 conquistou 8 pódios e 1 pole position, levando a equipe ao vice-campeonato, com 409 pontos, superando a Scuderia Ferrari na última corrida, em Abu Dhabi.